# توني لورانس
توني لورانس (1 فبراير 1946 لندن المملكة المتحدة - ) هو لاعب كرة قدم كندي يلعب كلاعب وسط، شارك في الألعاب الأولمبية الصيفية 1976.

## روابط خارجية
- توني لورانس على موقع الاتحاد الدولي (مؤرشف)  (الإنجليزية)
- توني لورانس على موقع عالم كرة القدم.نت (الإنجليزية)
- توني لورانس على موقع أوليمبيديا (الإنجليزية)